# 酒井原繁松

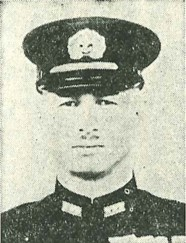

酒井原 繁松（さかいばら しげまつ、Shigematsu Sakaibara、1894年12月28日 - 1947年6月19日）は、日本海軍の軍人。最終階級は海軍少将。

## 経歴
山形県出身。旧制寒河江中学校を経て、旧制山形県立荘内中学校を経て、1918年（大正7年）11月、海軍兵学校（46期）を卒業。翌年8月、海軍少尉に任官し「平戸」乗組となる。その後、海軍砲術学校普通科、海軍水雷学校普通科で学んだ。
1922年（大正11年）12月、「多摩」分隊長心得となり、「春日」分隊長心得などを経て、1924年（大正13年）12月から一年間、砲術学校高等科で学んだ。1925年（大正14年）12月、「比叡」分隊長に就任し、佐世保海兵団分隊長兼教官、「由良」「川内」の各分隊長、「龍田」砲術長などを歴任。1930年（昭和5年）12月、海軍少佐に昇進し砲術学校教官兼分隊長に就任。
1934年（昭和9年）10月、「高雄」砲術長となり、1935年（昭和10年）11月、海軍中佐に進級し「陸奥」砲術長に就任。兼「金剛」砲術長、海兵教官兼監事、「筑摩」副長を経て、1940年（昭和15年）11月、海軍大佐に昇進し佐世保海兵団教官に就任。1941年（昭和16年）11月、佐世保第2海兵団副長兼教頭となり太平洋戦争を迎えた。
1942年（昭和17年）11月、横須賀鎮守府付さらに第4艦隊司令部付に発令。同年12月、第65警備隊司令に就任しウェーク島（日本名：大鳥島）の警備を担当した。1943年（昭和18年）10月、ウェーク島では空襲と艦砲射撃を受け上陸戦間近と判断し、捕虜の処刑を実行したが、米軍の上陸は終戦まで行われなかった。1944年（昭和19年）10月、海軍少将に進み、ウェーク島で終戦を迎えた。
戦後、ウェーク島での捕虜処刑容疑によりグアム島で戦犯裁判を受け死刑判決が出され、1947年（昭和22年）6月19日に刑が執行された。

## ウェーク島降伏調印
1945年9月4日,アメリカ駆逐艦 レヴィ (USS Levy, DE-162)の船上で多数のアメリカ兵、報道カメラマン、ジャーナリストがいる中で降伏調印が行われた。日本側は酒井原繁松 第65警備隊司令、近森重治陸軍大佐（連隊長）、橘壮一海軍少佐（副長）、中里久夫海軍主計大尉などが出席、アメリカ側　ローソン・H・M・サンダーソン海兵隊准将などが出席した。
アメリカの写真家・ドキュメンタリー写真家・フォトジャーナリストであり、第2次世界大戦時、 LIFEの専属カメラマンだったエリオット・エリソフォンは、この日、ウェーク島降伏調印に取材カメラマンのひとりとして参加した。
そして、降伏調印をカラー写真撮影した。また、モノクロ写真でウェーク島の日本兵やアメリカ捕虜の墓碑やサンダーソン准将と握手する酒井原司令など140余りの写真を撮影した。

## 栄典
- 1919年（大正8年）9月10日 - 正八位[5]